# Апостолос Киримис
Апостолос Киримис (на гръцки: Απόστολος Κυρίμης) е гръцки военен и революционер, участник в Гръцката война за независимост.

## Биография
Апостолос Киримис е роден около 1795 година в гревенското село Цурлякас. Става четник при клефта Янулас Зякас. Влиза във Филики Етерия и е изброен на 17-о място в списъка на членовете македонци. Участва в избухналото гръцко въстание като командир. През май 1821 година участва в Халкидическото въстание и унищожава екипажа на заседнала на брега на Атон турска шхуна, преследвана от гръцки кораби. През април 1822 година се сражава заедно с Теодорос Зякас и побеждава 1600-те души войска на Хуршит паша. Сражава се заедно с Николаос Касомулис, начело на 250 гревенци, при обсадата на Месолонги от 1823 година до пробива. В битката при Мавронорос през 1826 година, в която загива Янулас Зякас, Киримис се спасява по чудо и заедно с Теодорос Зякас заминава за Ламия, откъдето продължава участието си във въстанието до края му в Аграфа, Фтиотида и Беотия. Следите му се губят след 1835 година. Потомците му живеят в Ламия, като сред тях е майор Георгиос Киримис, министър на Македония и Епир от 1936 до 1941 година.